# كلية الطب (جامعة النيلين)
كلية الطب جامعة النيلين (بالخرطوم) أحد الكليات التي أضيفت للجامعة الأم في التسعينات وتعد أحد أهم كليات الطب في السودان. تم قبول أول دفعة في العام 1999م، التي تخرجت في العام 2004م. تقع الكلية بوسط الخرطوم، عند تقاطع شارع الجمهورية مع الطريق المتجه شمالا إلى كبري جزيرة توتي.

## الأقسام والمدارس
بالا ضافة إلى الطب، تحتوي الكلية على الأقسام التالية
- مدرسة طب الأسنان
- مدرسة العلاج الطبيعي

تحتوي كلية الطب على الأقسام التالية:

شعار الجامعة

- شعار الجامعةتدرس المواد الاتية في السمستر الأول (الفيزياء الطبية -الكيمياء الطبية-مصطلحات طبية واللغة الإنجليزية-اللغة العربية -الثقافة الإسلامية-الدراسات السودانية-علم السلوكيات
- قسم التشريح
- قسم وظائف الأعضاء
- قسم الكيمياء الحيوية
- قسم الاحياء الجزيئية
- قسم علم الأمراض
- قسم الأحياء الدقيقة
- قسم علم الأدوية
- قسم الجلدية
- قسم العيون
- قسم الأنف والأذن والحنجرة
- طب المجتمع الذي يضم:-

1-علم الوبائيات
2-علم الصحة العامة
3-علم الرعاية الصحية الاولية
4-علم الإدارة الصحية والتخطيط
5-علم الأمراض الوبائية والغير وبائية
6-علم الصحة المهنية
7-علم مناهج البحث
8-علم الإحصاء الحيوي
9-علم الطب المبني علي الدليل)
- الطب العدلي (الجنائي)
- قسم الجراحة
- قسم الطب النفسي
- قسم الأشعة
- قسم التخدير
- قسم الباطنية
- قسم الأطفال
- قسم أمراض النساء والتوليد

## عمداء الكلية
1. البروفيسور أحمد بيومي 1999م - 2000م
2. البروفيسور أحمد بابكر محمد علي 2000م - 2011م
3. البروفيسور فــــتح الرحمن أحمد العوض 2011م - 2012م

- البروفيسور عماد محمد فضل المولى 2012م وحتى 2013م
- البروفيسور طارق عباس البخيت 2013 م وحتى 2015م
- د. السجاد الطيب أحمد محمد 2015 م وحتى 2019 م
- بروفيسور سناء الطاهر 2019 وحتي 2022
- د.عمر الجيلي 2022 وحتي الآن[1]

## وصلات خارجية
- مجموعة الرابطة الطلابية في جامعة النيلين كلية الطب الرسمية في موقع   facebook  على فيسبوك.
- صفحة الجامعة الرسمية في موقع   facebook  على فيسبوك.
- موقع جامعة النيلين